# Петропавловский (Челябинская область)
Петропавловский — посёлок в Верхнеуральском районе Челябинской области России. Является административным центром Петропавловского сельского поселения.

## История
В 1929 г. решением исполнительного комитета Челябинского областного совета депутатов зарегистрирован населенный пункт при центральной усадьбе Петропавловского совхоза посёлок Петропавловский.

## Население
| 2002 | 2010  |
| ---- | ----- |
| 1778 | ↘1553 |

Улицы:
| - 60 лет Октября, - Береговая, - Больничный переулок, - Гагарина, - Заречная, - Казакова, - Клубная, - Комсомольская, - Мира, | - Молодёжная, - Набережная, - Партизанская, - Первомайская, - Советская, - Строителей, - Хлебоприемный пункт, - Школьная, - Юбилейная. |  |

## Известные жители и уроженцы
- Запускалов, Иван Семёнович (1912 — 1991) — Герой Социалистического Труда.